# Pink Noise
Pink Noise è il terzo album in studio della cantautrice britannica Laura Mvula, pubblicato il 2 luglio 2021 dalla Atlantic Records.

## Accoglienza
| Recensione           | Giudizio |
| -------------------- | -------- |
| Clash                | 9/10     |
| Entertainment Weekly | A-       |
| The Independent      |          |
| NME                  |          |
| The Observer         |          |

Pink Noise ha ottenuto recensioni prevalentemente positive da parte dei critici musicali. Su Metacritic, sito che assegna un punteggio normalizzato su 100 in base a critiche selezionate, l'album ha ottenuto un punteggio medio di 88 basato su dieci critiche.

## Tracce
1. Safe Passage – 3:12
2. Conditional – 2:49
3. Church Girl – 3:45
4. Remedy – 4:02
5. Magical – 4:12
6. Pink Noise – 3:29
7. Golden Ashes – 4:09
8. What Matters (feat. Simon Neil) – 4:08
9. Got Me – 3:26
10. Before the Dawn – 4:21

## Successo commerciale
Nella Official Albums Chart britannica Pink Noise ha debuttato alla 21ª posizione grazie a 2 706 unità distribuite durante la sua prima settimana.

## Classifiche
| Classifica (2021) | Posizione massima |
| ----------------- | ----------------- |
| Regno Unito       | 21                |